# Rue des Tanneries
La rue des Tanneries est une voie située dans le quartier de Croulebarbe du 13e arrondissement de Paris.

## Situation et accès
La rue des Tanneries est desservie par la ligne 6 à la station Glacière.

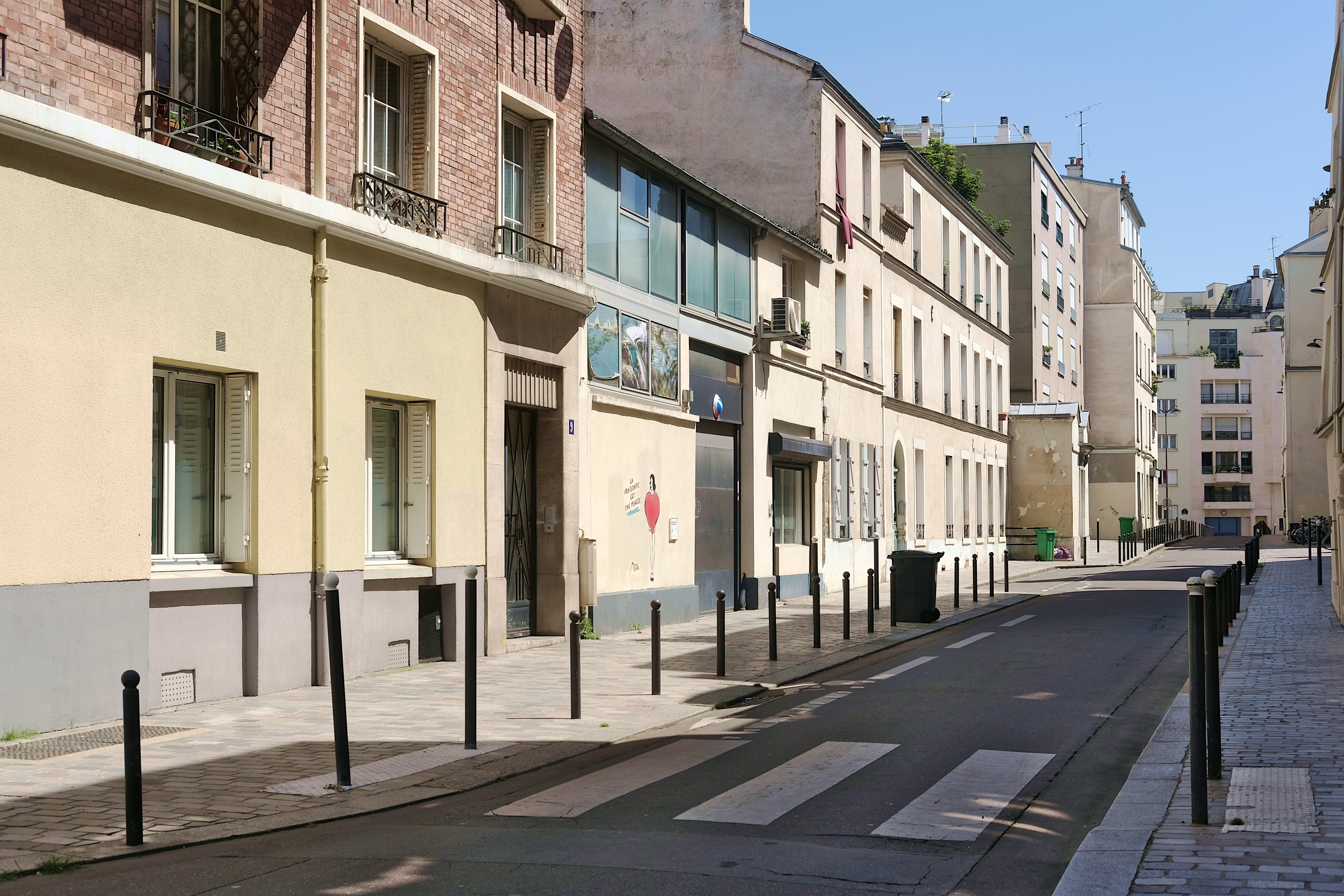
Vue vers le sud.
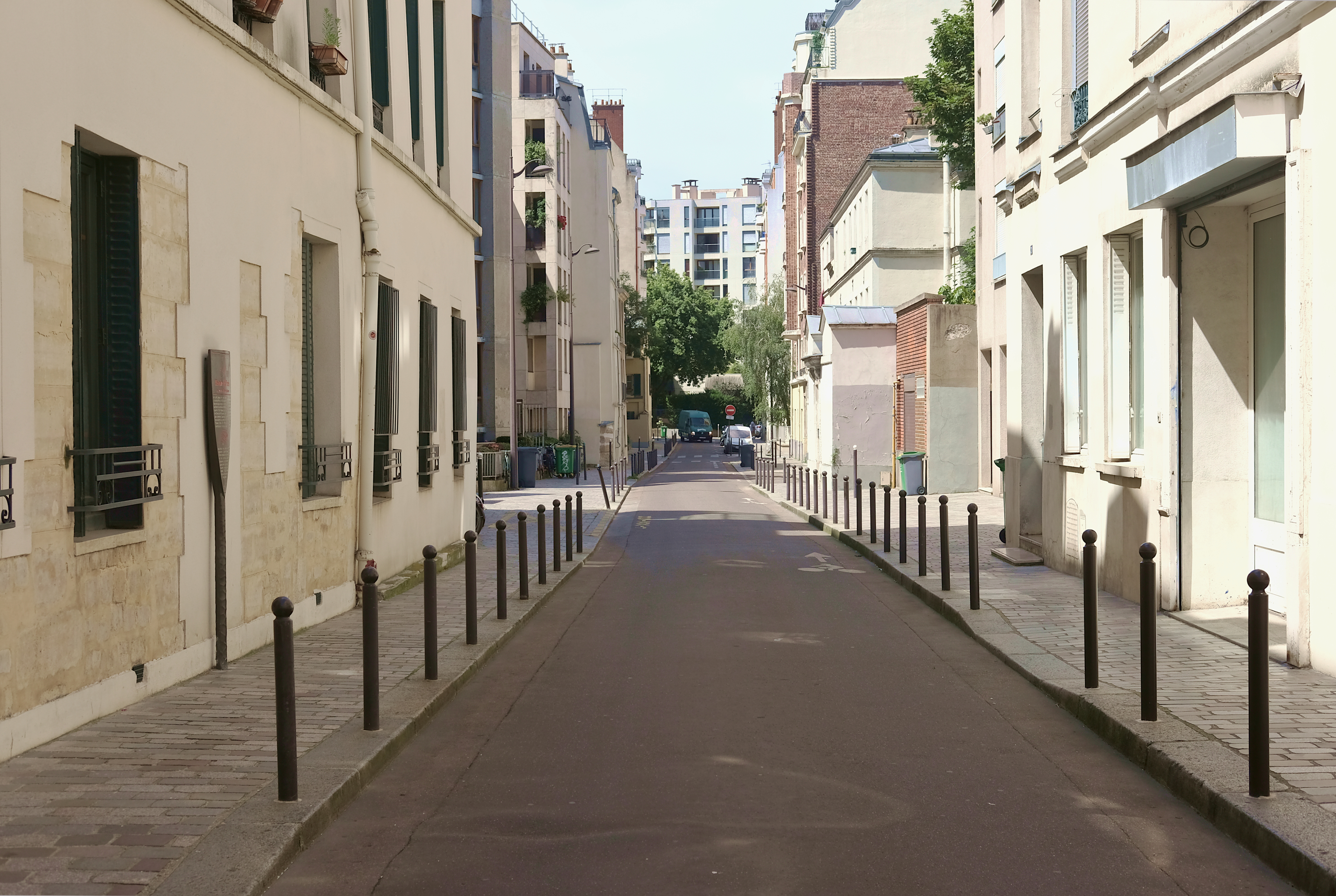
Vue vers le nord.

## Origine du nom
La rue doit son nom en référence aux tanneries qui étaient situées le long de la Bièvre.

## Historique
Cette rue est anciennement appelée « rue des Anglaises » en raison de l'installation en ce lieu en 1664 des sœurs catholiques bénédictines anglaises persécutées au Royaume-Uni, qui fondèrent le couvent des Anglaises sur le terrain acheté à Noël Payen, puis s'étendirent sur la rue du Champ-de-l'Alouette en 1686. Lors de la Révolution française, les moniales furent emprisonnées dans leur cellules et forcées de retourner en Angleterre en 1790 lors de la confiscation du couvent par le bien national et sa vente en 1798. La rue prend en 1877 son nom actuel.
La rue des Tanneries était anciennement bordée de constructions ce qu'attestent les plans de Paris dès la fin du XVIIe siècle. Avec les rues voisines, Corvisart et du Champ de l'Alouette, ce secteur restera à la limite de l'urbanisation jusqu'au cours de la deuxième moitié du XIXe siècle, la vallée de la Bièvre au sud de la rue du Champ de l'Alouette restant peu construite jusqu'à la couverture de la rivière et aux travaux de remblaiement dans  ce secteur du XIIIe arrondissement.
La rue en a conservé  plusieurs immeubles antérieurs à 1800.

## Bâtiments remarquables et lieux de mémoire
- Le couvent Saint-Jacques des frères dominicains au no 20. La chapelle est ornée de deux vitraux de Jean Bazaine, représentant sainte Cécile et saint Grégoire de Tours[3]. Depuis 2011, le lieu abrite également, au no 24, le siège des Éditions du Cerf.
- No 25 : siège de l'UNSA Police.
- L'ancien couvent des Anglaises au no 28.

Couvents rue des Tanneries
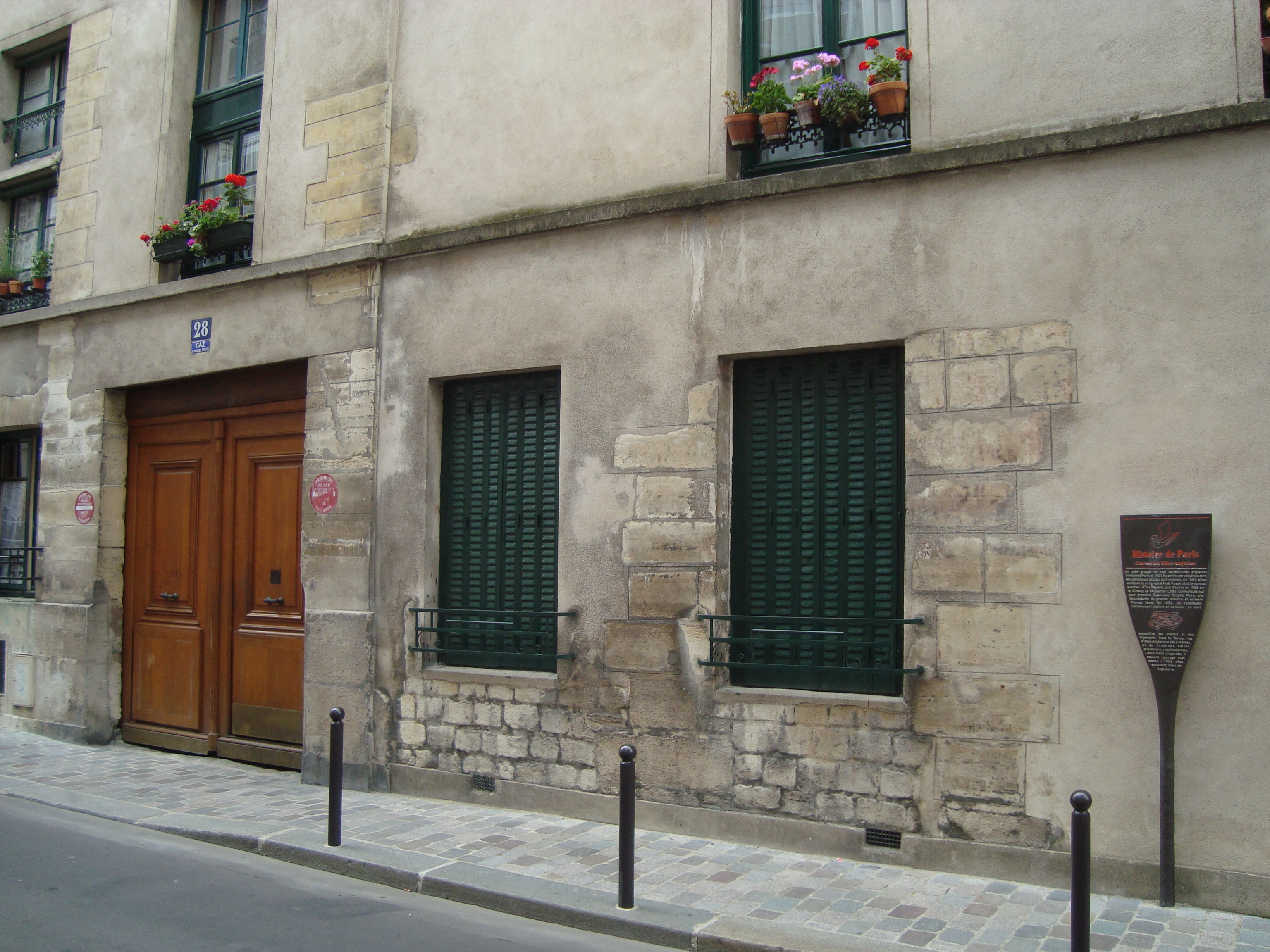
L'entrée historique du couvent des Anglaises.
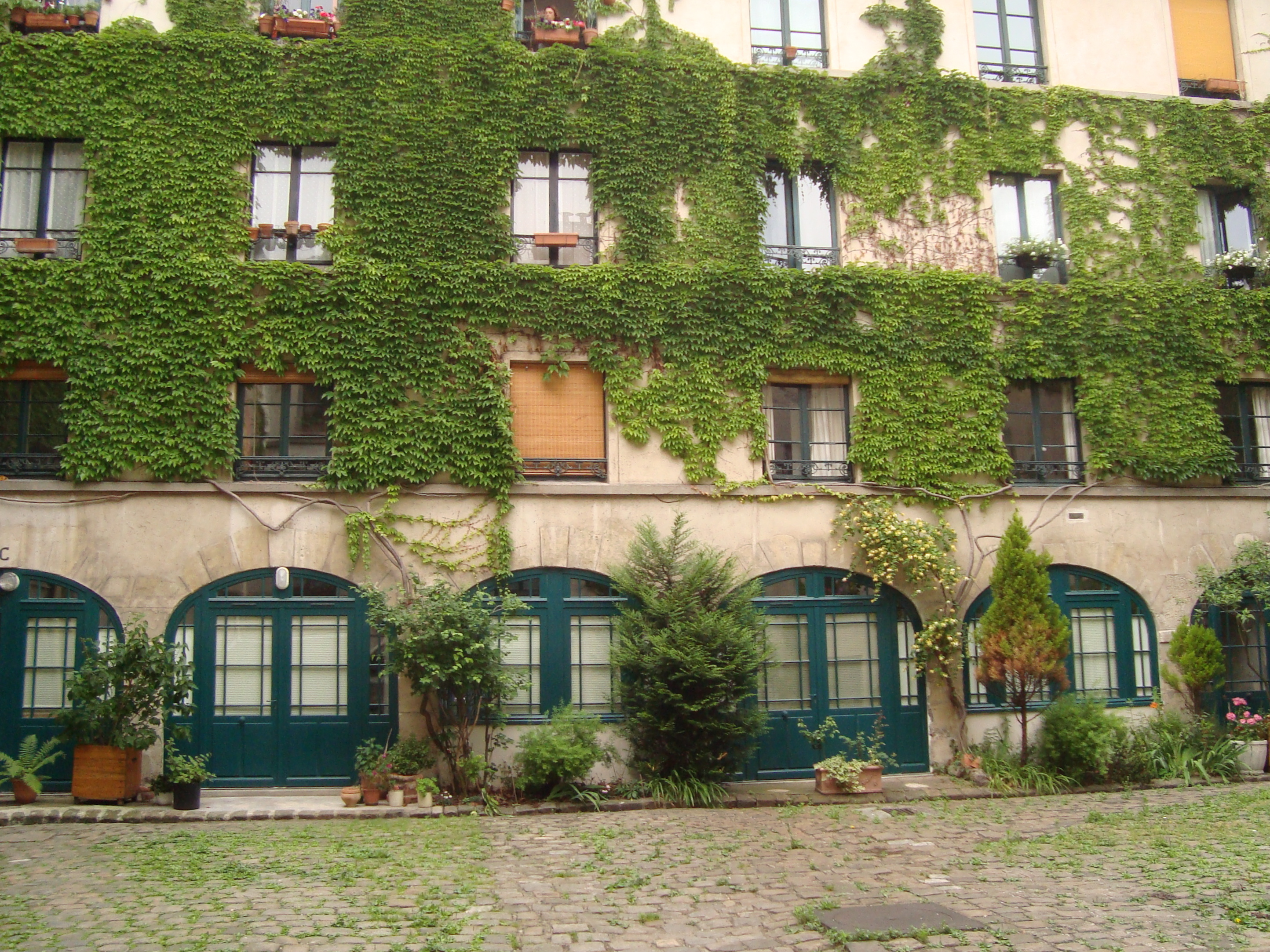
Cour du couvent des Filles anglaises.
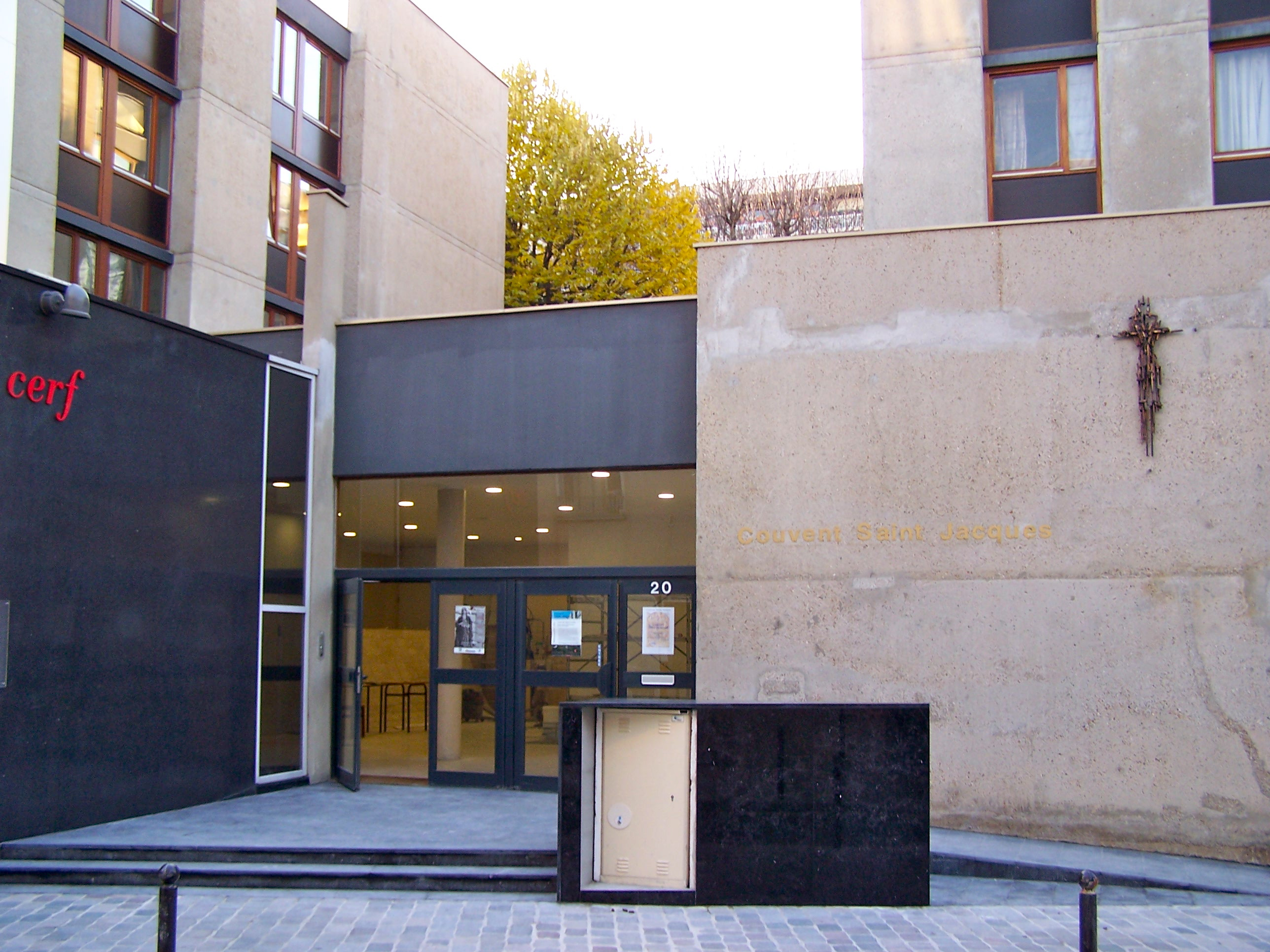
Le couvent dominicain Saint-Jacques, associé au Centre d'études du Saulchoir.

Bâtiments anciens rue des Tanneries
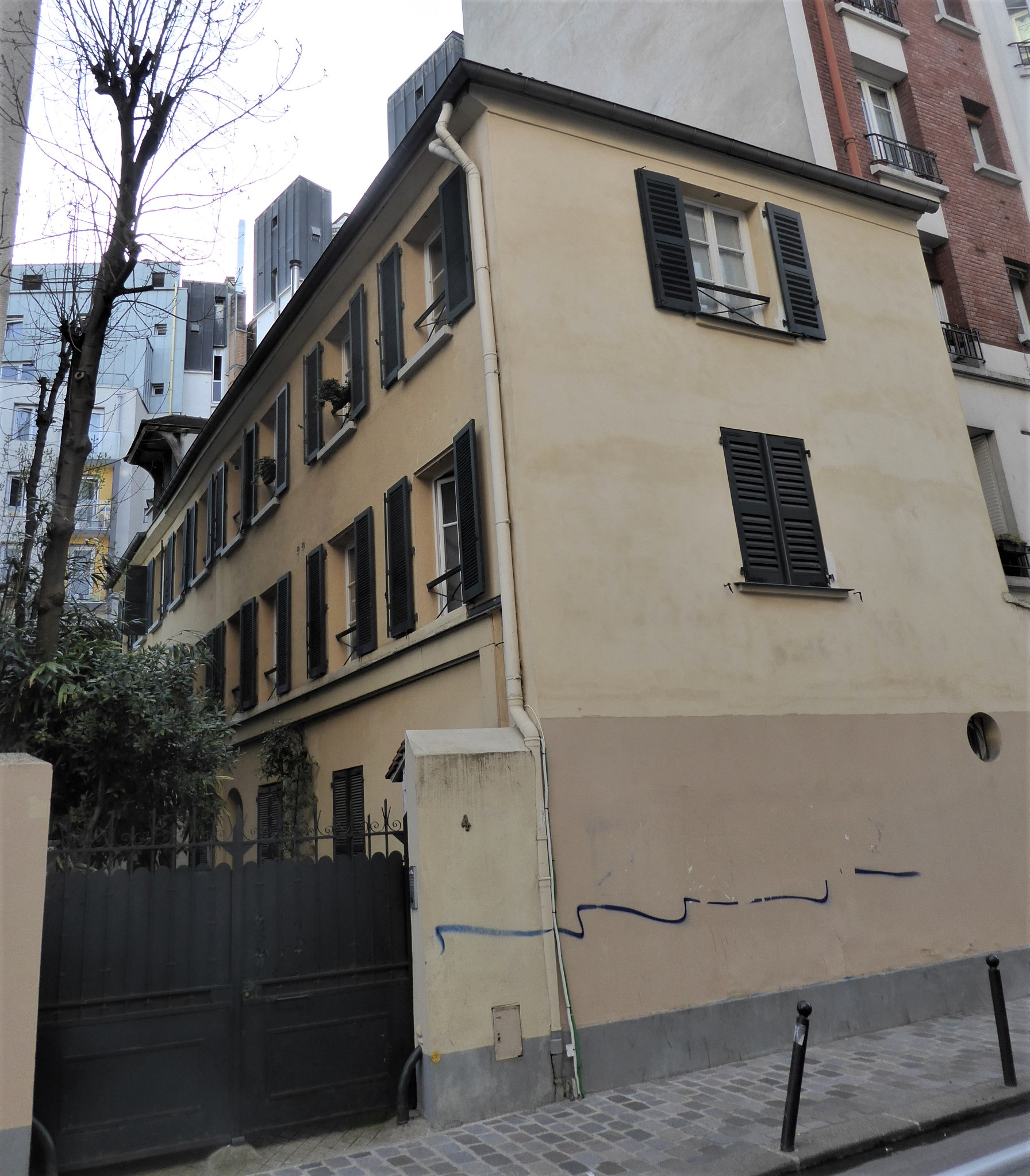
Immeuble ancien (n°4) rue des Tanneries.
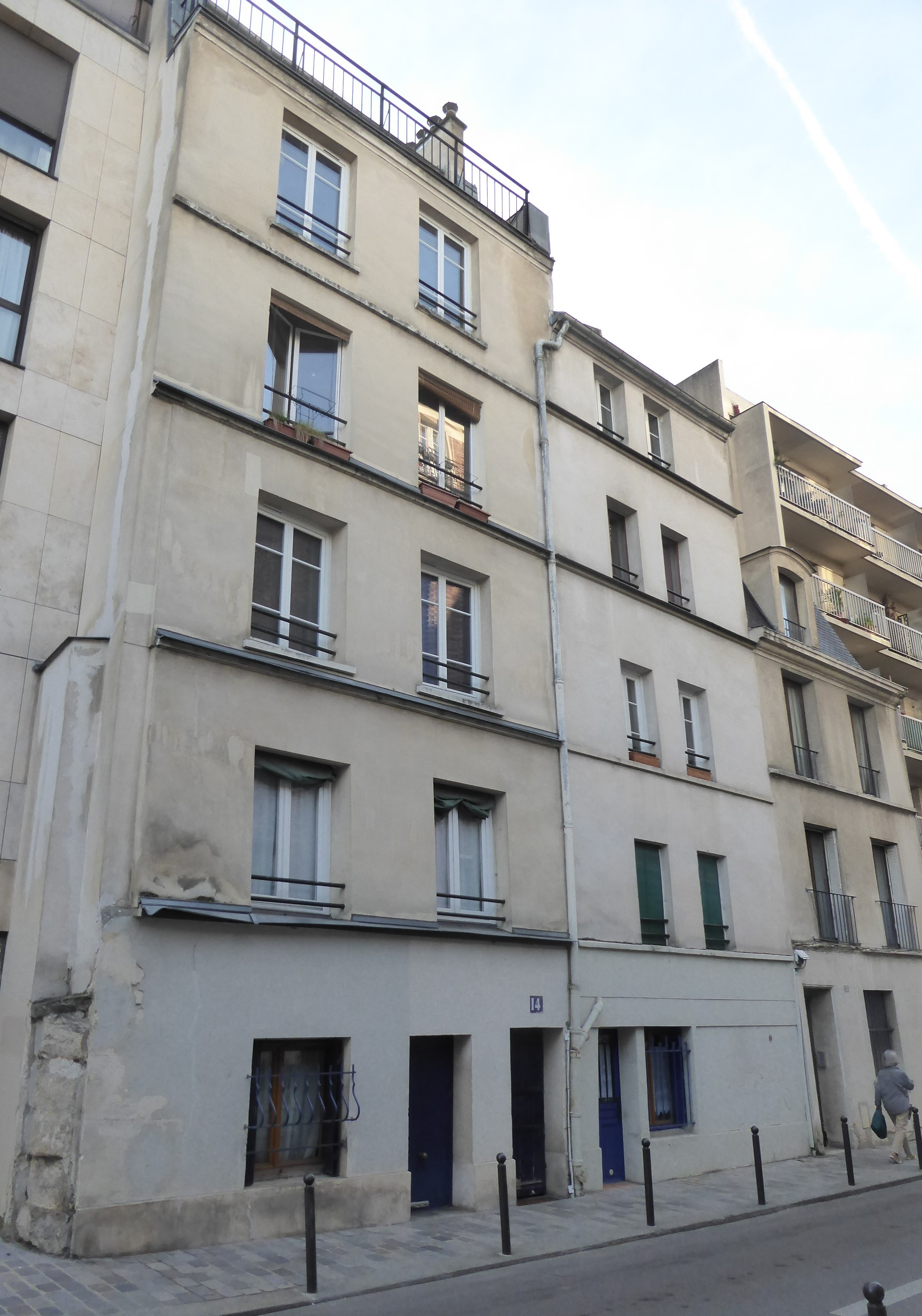
12 14 rue des Tanneries.
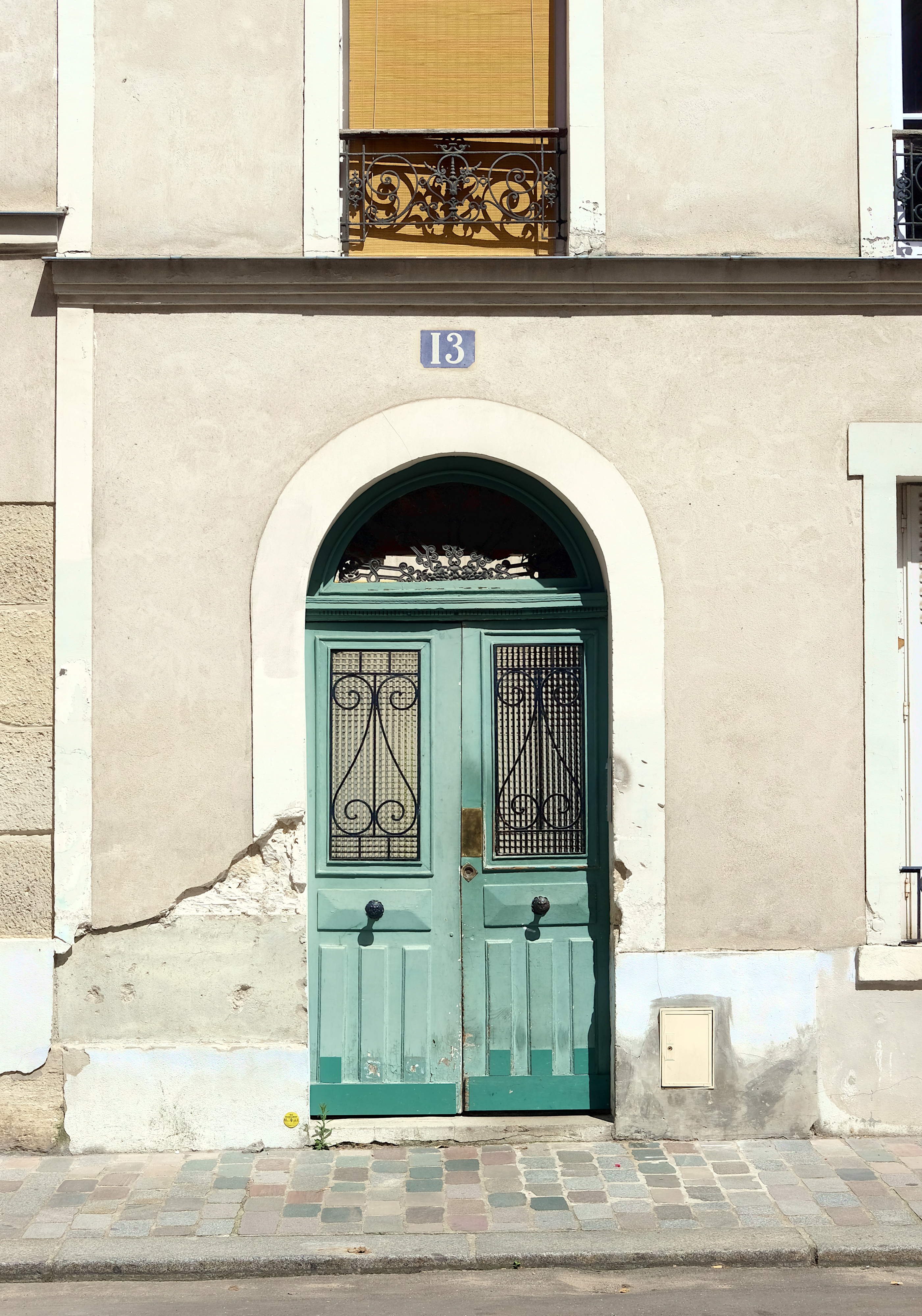
N°13.
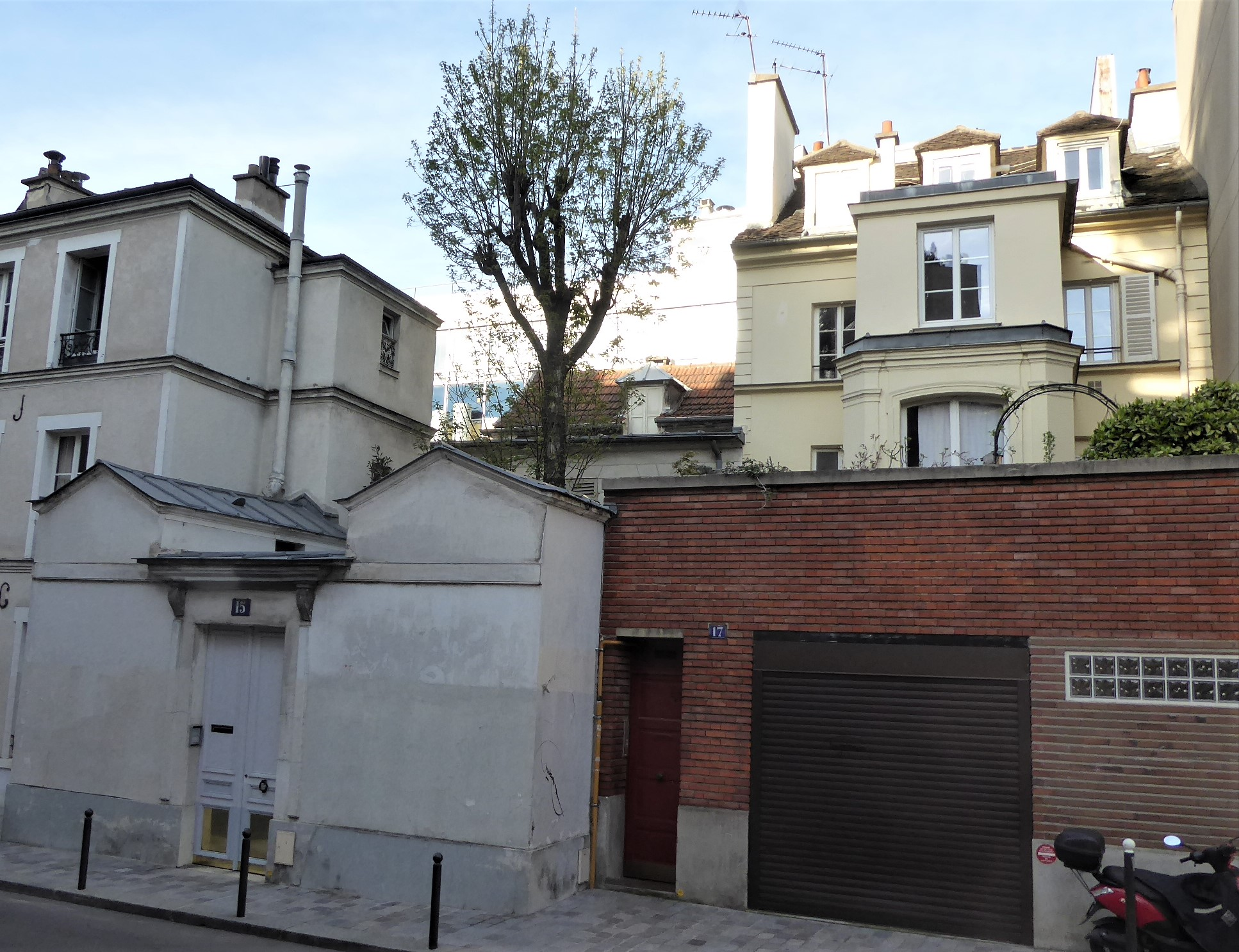
15 rue des Tanneries.
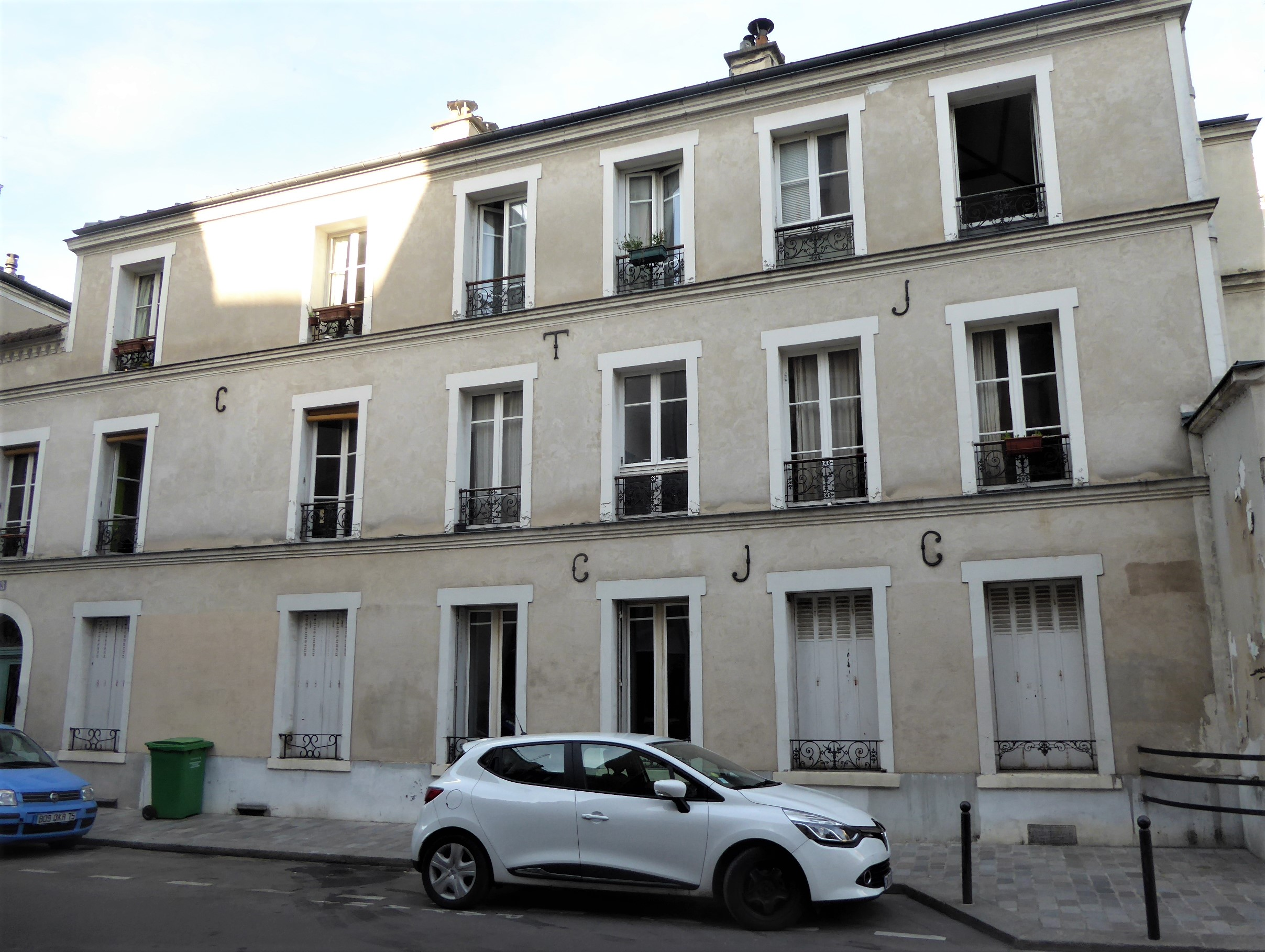
Initiales sur façade.

- L'art urbain est présent dans cette rue.

Dessin.
Dessin de Miss.Tic.
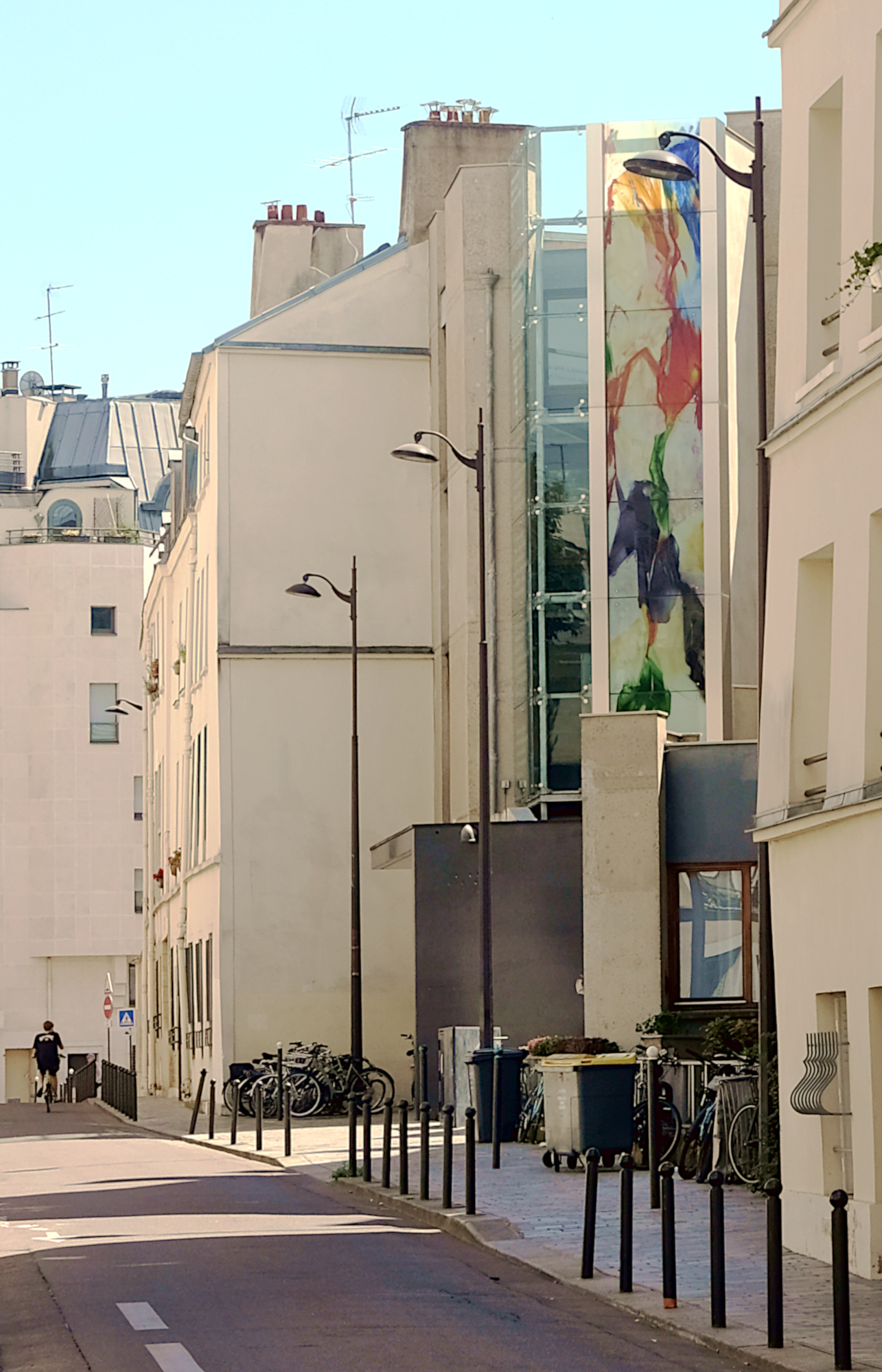
N° 20 : fresque du couvent Saint-Jacques des frères dominicains.

.